# Singly VI
Singly VI je album - souborné vydání singlů skupiny Olympic - obsahující singly, které kapela vydala v 80. letech.  Album vyšlo v roce 1998.

## Seznam skladeb
1. „Hrál“
2. „Ze života hmyzu“
3. „Dědečkův duch“
4. „Nejsem sám“
5. „Osmý den“
6. „Vlak, co nikde nestaví“
7. „Jasná zpráva“
8. „Já je znám“
9. „Okno mé lásky“
10. „Já“
11. „Blíženci“
12. „Nic víc“
13. „Nikdo nejsme akorát“
14. „Dnes už ne“
15. „Láska trojdenní“
16. „Ten den“
17. „Už je po...“
18. „Jen jedenkrát“
19. „Volný pád“
20. „Je to tvá vina“